# Кострулин, Николай Григорьевич
Николай Григорьевич Костру́лин (23 ноября 1911, Вотчина, Вятская губерния — 15 сентября 2004, Екатеринбург) — конструктор вооружений, лауреат Сталинской премии первой степени (1946).

## Биография
Родился 10 (23 ноября) 1911 года в селе Вотчина (сейчас — Санчурский район, Кировская область).
После окончания Санчурской школы-девятилетки работал заведующим избой-читальней в селе Корляки. В 1930—1932 годы председатель Корляковского сельского совета. В 1932 — 1937 годы — студент УПИ, диплом инженера-механика с отличием.
В 1937—1940 годы — инженер-конструктор завода № 172 имени В. И. Ленина, Молотов, который занимался модернизацией артиллерийских орудий и созданием новых образцов. Совместно с Ф. Ф. Петровым разработал конструкцию 152-мм пушки-гаубицы МЛ-20.
С 1940 года — на Уралмашзаводе, куда был переведён вместе с Ф. Ф. Петровым: старший инженер-конструктор СКБ, в 1942—1951 годы — заместитель начальника КБ, заместитель главного конструктора завода № 9 имени И. В. Сталина, в 1951—1960 годы — заместитель начальника, ОКБ-9 завода № 9 имени И. В. Сталина, с 1960 года начальник и главный конструктор ОКБ-9-2 Уралмашзавода; в 1964—1991 годы — заместитель главного конструктора СМКБ «Новатор» завода имени М. И. Калинина.
Участвовал в проектировании 16 новых образцов полевых пушек и танковых орудий У-11, У-12, Д-1, Т-85, Д-11, Д-12, орудий Д-5, С-85, Д-25 для самоходных установок СУ-85, СУ-100, ИСУ-122, ИСУ-152. Возглавлял группу по созданию управляемого противолодочного оружия для ВМФ (комплексы «Вьюга» (81Р), «Водопад» (84Р). Военинженер III ранга.
Умер 15 сентября 2004 года. Похоронен в Екатеринбурге на Северном кладбище.

## Признание
- Сталинская премия первой степени (1946) — за ссоздание новой пушки
- орден Ленина (1982)
- орден Отечественной войны II степени (18.11.1944)
- орден Красной Звезды (5.1.1944)
- медали